# پیتر کگلویتس
پیتر کگلویتس (آلمانی: Peter Keglevic؛ زادهٔ ۱۹۵۰) بازیگر، کارگردان فیلم و فیلم‌نامه‌نویس اهل اتریش است.
از فیلم‌ها یا مجموعه‌های تلویزیونی که وی در آن‌ها نقش داشته‌است، می‌توان به صحنه جرم و دختر و پلیس اشاره نمود.